# Winifred Brenchley
Winifred Elsie Brenchley (1883-1953) fue una agrónoma, fisióloga vegetal, y botánica inglesa, siendo la primera mujer en el Reino Unido en romper la esfera dominante masculina, en ciencias agrícolas. Ha sido descrita como "quizás la autoridad principal de Gran Bretaña en malezas de principios del siglo XX".

## Educación y vida tempranas
Winifred nació en Londres el 10 de agosto de 1883, de Elizabeth Beckett y William Brenchley, un docente de escuelas primaras, y quien fue una vez alcalde de Camberwell. Elsie, en su niñez quedó parcialmente sorda. Recibió educación en James Allen's Girls School en Dulwich, donde una de sus profesoras era la reconocida botánica Dra. Lilian Clarke.
Asistió dos años, al Swanley Horticultural College, completando su curso en 1903. En las escuelas británicas, las nuevas didácticas basadas en la ciencia, proporcionaron una alternativa al memorismo, con el aprendizaje práctico, abriendo así los oficios hortícolas dominados por hombres, a las mujeres. En 1903, el colegio Swanley, solo admitía mujeres estudiantes, con el objetivo de proporcionar ocupaciones adecuadas para mujeres solteras. (También hubo una creciente demanda de horticultores y agricultores en las colonias británicas y se consideró que las mujeres eran adecuadas para esos oficios). Brenchley ganó la medalla de plata de la Real Sociedad de Horticultura, aunque dejó la jardinería para estudiar botánica.
En 1905, obtuvo la licenciatura BSc del University College, estudiando con Francis Wall Oliver. Para obtener el posgrado, le fue otorgada una beca Gilchrist, de 1906 a 1907; y, en 1911, le fue otorgado un DSc por la Universidad de Londres, defendiendo su tesis: On the strength and development of the grain of wheat (Triticum vulgare). (Sobre la fuerza y desarrollo del grano de trigo (Triticum vulgare). En 1914, fue elegida miembro del University College.

## Carrera

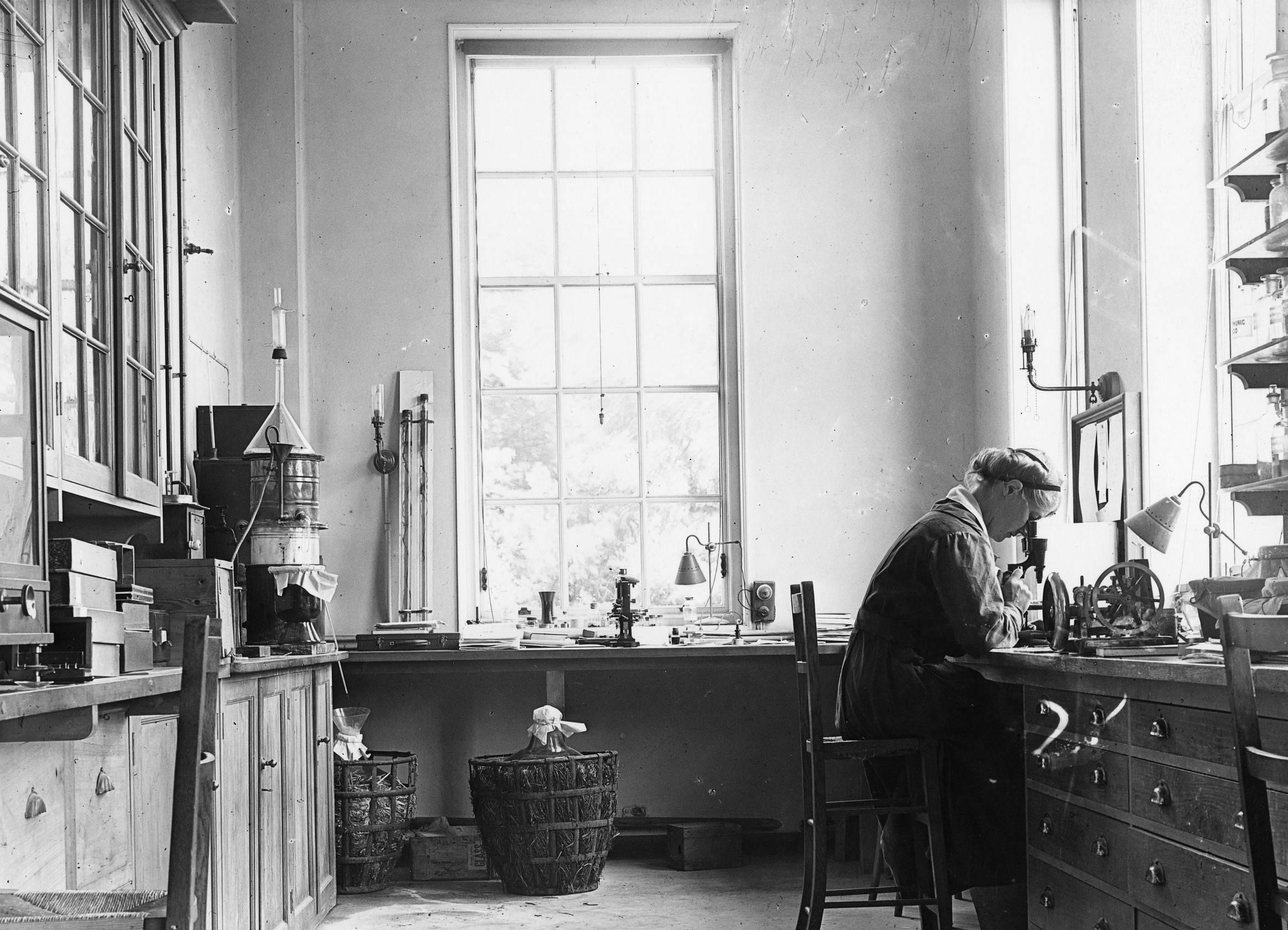
Winifred Brenchley, Rothamsted Estación Experimental de Harpenden

La beca Gilchrist le permitió estudiar e investigar en la Rothamsted Estación Experimental de Harpenden. Así, fue la primera mujer en trabajar allí, desde la existencia, hacía 60 años, de los laboratorios; y, admitieron que fue nombrada "porque los fondos disponibles no habrían atraído a un hombre adecuado'. La calidad de su trabajo fue pronto evidente; y, después de un año se convirtió en empleada permanente, como Jefa del Departamento de Botánica, puesto que ocupó hasta su jubilación a los 65 años.
Desde un principio, de su labor en Rothamsted, demostró sus habilidades técnicas, mejorando la técnica para cultivar plantas en hidroponia; y, acercándose a descubrir el papel esencial del cobre y el zinc en la nutrición de las plantas, como se detalla en su libro "Inorganic Plant Poisons and Stimulents" (1914, revisado en 1927). En 1923, Katherine Warington había descubierto de la función del boro como micronutriente en 1923; y, sus investigaciones subsiguientes de los efectos del boro es quizás el mejor trabajo de su laboratorio.  Su otro interés, era la ecología de malezas y en Weeds of Farmland (1920)  produjo el primer estudio científico comprensible de malas hierbas en el Reino Unido.  Su trabajo en las parcelas de parque permanentes en Rothamsted, lo publicó en otro libro Manuring of Tierra de Hierba para Heno (1924) describiendo como el encalado y lo fertilizantes afectan la composición botánica de los pastizales.
Estuvo estrechamente asociada con el entomólogo Augustus Daniel Imms, con quien recolectaba en el campo. Su principal interés entomológico lo constituían las Lepidoptera. Le fue otorgado el OBE en 1948, el año de su retiro.

## Últimos años
Ya jubilada, Brenchley regresó a su jardinería. Y, también estaba reuniendo enormes cantidades de material inédito, de sus cuadernos de investigación, mas sufrió un accidente cerebrovascular severo, y murió en Harpenden el 27 de octubre de 1953.

## Obra

### Algunas publicaciones
- Alfred Daniel Hall, Winifred Elsie Brenchley, Lilian Marion Underwood. The Soil Solution and the Mineral Constituents of the Soil. 1914.

- Weeds of Farm Land. London, Longmans Green, 1920

- Manuring of Grass Land for Hay. London, Longmans, Green, 1924

- Inorganic Plant Poisons and Stimulents, 2ª ed. Cambridge, Cambridge University Press, 1927

- Suppression of Weeds by Fertilizers and Chemicals (con HC Long) London, Crosby Lockwood, 1949

- 52 artículos científicos, muchos en Ann. Botany. Un volumen enlazado de la colección se halla en la biblioteca de Rothamsted.

## Honores

### Membresías
- 1910: de la Sociedad Linneana de Londres.
- 1920: de la Real Entomological Society.

## Otras lecturas
- Dra. Winifred Brenchley. Times 28 de octubre de 1953: archivo de Times Digital. Web. 29 de julio de 2013
- Haines, C. M. C. & Stevens, H. M.Mujeres internacionales en ciencia: un diccionario biográfico a 1950. Santa Barbara, ABC-CLIO, 2001